# 克雷佩爾瓦克山
46°02′27″N 10°34′58″E / 46.04081°N 10.58291°E
克雷佩爾瓦克山（義大利語：Creper Vac），是意大利的山峰，位於該國北部，由倫巴第大區負責管轄，屬於阿達梅洛-普雷薩內拉阿爾卑斯山脈的一部分，海拔高度2,820米，每年平均降雨量1,592毫米。